# Liste von Rechtsanwaltskammern
Diese Liste der Rechtsanwaltskammern umfasst berufsständische Organisationen der Rechtsanwaltschaft.
Die Liste ist nach Kontinent, danach nach Staaten geordnet.

## Multi- und internationale
- International Bar Association
- Union Internationale des Avocats
- Inter-Pacific Bar Association
- International Federation of Women Lawyers
- International Lesbian, Gay, Bisexual, Transgender & Intersex Law Association

## Afrika
- East Africa Law Society (multinational)

- The Egyptian Bar Association (Ägypten)
- Barreau d’Algerie (Algerien)
- Barreau de Setif (Algerien: Setif)
- Conseil de l’ordre des avocats d’Alger (Algerien: Alger)
- Ordem dos Advogados de Angola (Angola)
- Ethiopian Bar Association (Äthiopien)
- Barreau du Bénin (Benin)
- Law Society of the Republic of Botswana (Botswana)
- Burundi Bar Association (Burundi)
- Barreau de Cote d’Ivoire (Cote d’Ivoire)
- Barreau du Gabon (Gabun)
- Ghana Bar Association (Ghana)
- Gambia Bar Association (Gambia)
- Ordem dos Advogados da Guiné-Bissau (Guinea-Bissau)
- Ordre des avocats au barreau du Cameroun (Kamerun)
- Ordem dos Advogados de Cabo Verde (Kapverden)
- Law Society of Kenya (Kenia)
- Ordre national des avocats de la republique democratique du Congo (Kongo)
  - Barreau de Brazzaville (Kongo: Brazzaville)
  - Barreau de Pointe Noire (Kongo: Pointe Noire)
- Law Society of Lesotho (Lesotho)
- Liberia National Bar Association (Liberia)
- Malawi Law Society (Malawi)
- Mauritius Bar Associations (Mauritius)
- Association des Barreaux du Maroc (Marokko)
- Bar Associations of Morocco (Marokko)
- Ordre des Avocats au Barreau de Casablanca (Marokko:Casablanca)
- Ordem dos Advogados de Moçambiqu (Mosambik)
- Law Society of Namibia (Namibia)
- Nigeria Bar Association (Nigeria)
- Ordre des avocats au Barreau de Kigali (Ruanda)
- Law Association of Zambia (Sambia)
- Zanzibar Law Society (Sansibar)
- Ordem dos Advogados de São Tomé e Príncipe (São Tomé und Príncipe)
- Bar Association of Senegal (Senegal)
- Bar Association of Seychelles (Seychellen)
- Sierra Leone Bar Association (Sierra Leone)
- Law Society of Zimbabwe (Simbabwe)
- Somalia Bar (Somalia)
- Cape Law Society (Südafrika)
- General Council of the Bar of South Africa (Südafrika)
- Law Society of Northern Provinces (Südafrika)
- Law Society of South Africa (Südafrika)
- The KwaZulu Natal Law Society (Südafrika: KwaZulu Natal)
- Sudan Bar Association (Sudan)
- The Law Society of Eswatini (Eswatini)
- Tanganyika Law Society (Tansania)
- National Bar Association of Tunisia (Tunesien)
- Bar Association at the Court of Lome in Togo (Togo)
- Uganda Law Society (Uganda)

## Amerika
- Barbados Bar Association (Barbados)
- Bermuda Bar Association (Bermuda)
- Ordem dos Advogados do Brasil (Brasilien)
- British Virgin Islands Bar Association (Britische Jungferninseln)
- Rechtsanwaltskammer (Costa Rica) (Costa Rica)
- Jamaica Bar (Jamaica)
- Rechtsanwaltskammer (Kanada) (Kanada)
- Rechtsanwaltskammer (Kuba) (Kuba)
- Rechtsanwaltskammer (Mexiko) (Mexiko)
- Rechtsanwaltskammer (Uruguay) (Uruguay)
- American Bar Association (Vereinigte Staaten)

## Asien
- Bahrain Bar Society (Bahrain)
- All China Lawyers Association (China)
- Hong Kong Bar Association (China: Hong Kong)
- The Law Society of Hong Kong (China: Hong Kong)
- Supreme Court Bar Association (Indien)
- Bar Council of India (Indien)
  - Hansi Bar Association (Indien: Haryana)
  - Rewari Bar Association (Indien: South Haryana)
- Iran Bar Associations Union (Iran, Dachorganisation, 12 unabhängige Anwaltskammern der Provinzen)
- Iraqi Bar Association (Irak)
- Yemen Bar Association (Jemen)
- Jordan Bar Association (Jordanien)
- Kurdistan Lawyers Association (Irak:Kurdistan)
- The Israel Bar Association (Israel)
- Kuwait Bar Association (Kuwait)
- Bar Association of Tripoli (Libyen)
- Beirut Bar Association (Libanon)
- Malaysian Bar (Malaysia)
  - Kuala Lumpur Bar (Malaysia, Kuala Lumpur)
- Integrated Bar of the Philippines (Philippinen)
- Damascus Bar Association (Syrien)
- Rechtsanwaltskammer (Thailand) (Thailand)
- Timor-Leste Bar Association (Osttimor)
- Türkiye Barolar Birliği (Türkei)
  - İstanbul Barosu (Türkei, Istambul)

## Australien und Ozeanien
- Australian Bar Association (Australien)
  - New South Wales Bar Association (New South Wales)
  - Victorian Bar Council (Victoria)
  - Queensland Bar Association (Queensland)
  - South Australian Bar Association (South Australia)
  - Western Australian Bar Association (Western Australia)
  - Tasmanian Bar Council (Tasmanien)
- New Zealand Law Society (Neuseeland)
- New Zealand Bar Association (Neuseeland)

## Europa
- Rat der Anwaltschaften der Europäischen Gemeinschaft (Europa)
- European Patent Lawyers Association (Europa)
- Ordre Des Barreaux Francophones et Germanophone de Belgique (Belgisch-Wallonische Rechtsanwaltskammer)
- Orde van Vlaamse Balies (Belgien-Flämische Rechtsanwaltskammer)
- Kolegiya Pravata (Bulgarien)
- Advokatsamfundet (Dänemark)
- Bundesrechtsanwaltskammer (Deutschland)
  - Rechtsanwaltskammer bei dem Bundesgerichtshof (Deutschland, zuständig für die beim Bundesgerichtshof zugelassenen Rechtsanwälte)
  - Rechtsanwaltskammer Freiburg
  - Rechtsanwaltskammer Tübingen
  - Rechtsanwaltskammer Karlsruhe
  - Rechtsanwaltskammer Stuttgart
  - Rechtsanwaltskammer für den Bezirk des Oberlandesgerichts Bamberg
  - Rechtsanwaltskammer München
  - Rechtsanwaltskammer Nürnberg
  - Rechtsanwaltskammer Berlin
  - Brandenburgische Rechtsanwaltskammer
  - Hanseatische Rechtsanwaltskammer Bremen
  - Hanseatische Rechtsanwaltskammer Hamburg
  - Rechtsanwaltskammer Frankfurt
  - Rechtsanwaltskammer Kassel
  - Rechtsanwaltskammer Mecklenburg-Vorpommern
  - Rechtsanwaltskammer für den Oberlandesgerichtsbezirk Braunschweig
  - Rechtsanwaltskammer für den Oberlandesgerichtsbezirk Celle
  - Rechtsanwaltskammer für den Oberlandesgerichtsbezirk Oldenburg
  - Rechtsanwaltskammer Düsseldorf
  - Rechtsanwaltskammer für den Oberlandesgerichtsbezirk Hamm
  - Rechtsanwaltskammer Köln
  - Rechtsanwaltskammer Koblenz
  - Pfälzische Rechtsanwaltskammer Zweibrücken
  - Rechtsanwaltskammer des Saarlandes
  - Rechtsanwaltskammer Sachsen
  - Rechtsanwaltskammer des Landes Sachsen-Anhalt
  - Schleswig-Holsteinische Rechtsanwaltskammer
  - Rechtsanwaltskammer Thüringen
- Eesti Advokatuur (Estland)
- Suomen Asianajajaliitto (Finnland)
- Barreau des avocats (Frankreich)
- Conseil National des Barreaux (Frankreich)
- Dikigoros Syllogos (Griechenland)
- Inns of Court (Großbritannien)
  - Gray’s Inn
  - Inner Temple
  - Lincoln’s Inn
  - Middle Temple
- Association of Pension Lawyers (Großbritannien)
- General Council of the Bar (Großbritannien: England und Wales)
- Bar Council of Northern Ireland (Großbritannien: Nordirland)
- Law Society of Scotland (Großbritannien: Schottland)
- Faculty of Advocates (Großbritannien: Schottland)
- Law Society of Ireland (Irland)
- Bar Council of Ireland (Irland)
- King’s Inns (Irland)
- Hrvatska odvjetnička komora (Kroatien)
- Consiglio Nazionale Forense (Italien)
- Latvijas Zvērinātu advokātu padome (Lettland)
- Liechtensteinische Rechtsanwaltskammer (Liechtenstein)
- Lietuvos advokatūra (Litauen)
- Barreau de Luxembourg (Luxemburg)
- The Chamber of Advocates (Malta)
- Nederlandse Orde van Advocaten (Niederlande)
- Österreichischer Rechtsanwaltskammertag (Österreich)
  - Rechtsanwaltskammer Burgenland
  - Rechtsanwaltskammer für Kärnten
  - Rechtsanwaltskammer Niederösterreich
  - Rechtsanwaltskammer Oberösterreich
  - Salzburger Rechtsanwaltskammer
  - Steiermärkische Rechtsanwaltskammer
  - Tiroler Rechtsanwaltskammer
  - Vorarlberger Rechtsanwaltskammer
  - Rechtsanwaltskammer Wien
- Adwokatury Polskiej (Polen)
- Ordem dos Advogados Portugueses (Portugal)
- Uniunea Naţionalã a Barourilor din România (Rumänien)
  - Baroul București (Rumänien)
- Föderale Rechtsanwaltskammer der Russischen Föderation (Russland)
- Sveriges advokatsamfund (Schweden)
- Schweizerischer Anwaltsverband (Schweiz, Dachorganisation mit kantonalen Verbänden)
- Slovenská advokátska komora (Slowakei)
- Odwntniška Zbornica Slovenije (Slowenien)
- Consejo General de la Abogacia (Spanien)
- Česká advokátní komora (Tschechische Republik)
- Türkiye Barolar Birliği (Türkei)
  - İstanbul Barosu (Türkei, Istambul)
- Magyar Ügyvedi Kamera (Ungarn)